# Estádio Evandro Almeida
Het Estádio Evandro Almeida is een multifunctioneel stadion in Belém, een stad in Brazilië. De bijnaam is 'Baenão'.
Het stadion wordt vooral gebruikt voor voetbalwedstrijden, de voetbalclub Clube do Remo maakt gebruik van dit stadion. In het stadion is plaats voor 17.518 toeschouwers. Het stadion werd geopend in 1917 en gerenoveerd in 1962.